# Ivan Štafilić
Jan I. Štafilić (chorvatsky Ivan Štafilić, též latinsky jako Stafileo, Staphileo; 1472, Trogir – 1528, Řím) byl chorvatský římskokatolický biskup, papežský legát a diplomat v Polském království.

## Život
Ivan Štafilić se narodil roku 1472 v dalmatském Trogiru jako nejmladší syn trogirského šlechtice Stjepana Štafiliće, zakladatele dnešního městečka Kaštel Štafilić.
Později sloužil jako arcijáhen v Trogiru. Byl doktorem obojího práva, sloužil jako papežský vyšetřující soudce tribunálu Římské roty (Rota Romana)
V letech 1512–1528 působil jako biskup šibenický a v tomto úřadu ho vystřídal jeho synovec Jan II. Štafilić.
Přibližně v letech 1511–1512 pobýval v Krakově jako papežský legát v Polsku. Zde oddal polského krále Zikmunda I. s Barborou Zápolskou.